# كارل فون فيشر
كارل فون فيشر (بالألمانية: Karl von Fischer)‏ هو مهندس معماري ألماني، ولد في 19 سبتمبر 1782 في مانهايم في ألمانيا، وتوفي في 11 فبراير 1820 في ميونخ في ألمانيا بسبب سرطان الرئة.